# Zeldonkmolen
De Zeldonkmolen (ook: Molen Braet) is een restant van een voormalige windmolen in de tot de West-Vlaamse gemeente Beernem behorende plaats Sint-Joris, gelegen aan Blind Ezelstraat 1.
Deze ronde stenen molen van het type beltmolen fungeerde als korenmolen.

## Geschiedenis
In 1703 werd voor het eerst melding gemaakt van een houten standerdmolen op deze plaats. In 1869 viel deze molen om. In 1871 werd deze vervangen door een stenen windmolen. In 1900 en 1902 werden weliswaar stoommachines geplaatst, maar ook werd nog met de wind gemalen tot 1934. In 1945 werd de molen tot aan de eerste zolderverdieping gesloopt, en de ingekorte romp bleef sindsdien bestaan, inclusief de molenaarswoning (1810-1829).
- Inventaris van het Bouwkundig Erfgoed (Vlaanderen): 89356